# Studienkolleg
Studienkolleg es una escuela de nivel medio en Alemania, Austria y Suiza para estudiantes cuyo certificado de graduación no es reconocido como equivalente al Abitur. 
En Alemania existe un solo Studienkolleg por estado federado, el cual sirve a las universidades del mismo estado.
El Studienkolleg sirve de preparación para candidatos a un puesto de estudios en una universidad alemana. Los alumnos se encuentran matriculados en la universidad de la ciudad mientras asisten al Studienkolleg local. Cada universidad decide si el certificado de graduación del estudiante en cuestión es equivalente al Abitur o no y, por lo tanto, sobre la asistencia a un Studienkolleg. 
Los Studienkolleg son gratuitos y duran entre un semestre (Dependiendo el estado) y un año. Muchos Studienkollegs ofrecen además un curso propedéutico para aquellos estudiantes extranjeros cuyo certificado de graduación fue calificado como equivalente al Abitur. Al terminar el Studienkolleg, los alumnos presentan la Feststellungsprüfung, la cual los certifica como aptos para estudiar en una universidad alemana y es equivalente a un Abitur.

## Perfil académico
Los Kollegiaten, como son llamados los estudiantes de esa escuela, estudian durante dos semestres en cursos específicos según la carrera universitaria deseada:
- G–Kurs: carreras de letras y humanidades
- W–Kurs: carreras de ciencias sociales (incluida economía y leyes)
- M–Kurs: medicina, biología, odontología, farmacia y veterinaria
- T–Kurs: carreras técnicas (ingeniería, matemáticas, física, química)
- S-Kurs: filología

En todos los cursos, las asignaturas se imparten en alemán. Además se imparte inglés obligatoriamente a todos los alumnos. Los alumnos aprenden a superar los problemas que se puedan presentar durante un estudio en una universidad alemana, por ejemplo, el análisis de fuentes históricas, escribir ensayos de forma argumentativa, exponer trabajos y tomar apuntes. En Múnich es posible hacer asimismo el Latinum, el examen de proficiencia de latín requerido para el estudio de ciertas carreras, como Medicina. 
Al terminar el Studienkolleg, los alumnos hacen la Feststellungsprüfung, la cual los certifica como aptos para estudiar en una universidad alemana y es equivalente a un Abitur.

## Admisión
Los candidatos deben solicitar directamente a un puesto en la universidad, y ésta los envía al Studienkolleg. El Studienkolleg no ofrece clases de alemán para principiantes. Los postulantes deben ya hablar alemán, mínimo al nivel B2 del Marco Común Europeo de Referencia para las lenguas (por ejemplo, por medio del Deutsche Sprachdiplom der KMK). Para el T-Kurs, además se toman pruebas de admisión en matemáticas, y para el W-Kurs, y en ocasiones también para el S-Kurs y el G-Kurs, se prueban los conocimientos de inglés del candidato.